# Tusculum (Tennessee)
Tusculum è una città statunitense dello stato del Tennessee, appartenente alla contea di Greene.